# Irene Sharaff
Irene Sharaff (* 23. Januar 1910 in Boston, Massachusetts; † 10. August 1993 in New York City, New York) war eine US-amerikanische Kostümbildnerin.
Irene Sharaff arbeitete als Kostümbildnerin für die großen Broadwayproduktionen genauso wie für Hollywood. Sie galt neben Edith Head als die erfolgreichste Kostümbildnerin. Für ihre Arbeiten erhielt sie zahlreiche Oscarnominierungen (zuletzt 1978 für Jenseits von Mitternacht) und insgesamt fünf Oscars. Sie entwarf vor allem die Kostüme für Frauen.

## Filmografie (Auswahl)
- 1943: Madame Curie
- 1944: Meet Me in St. Louis

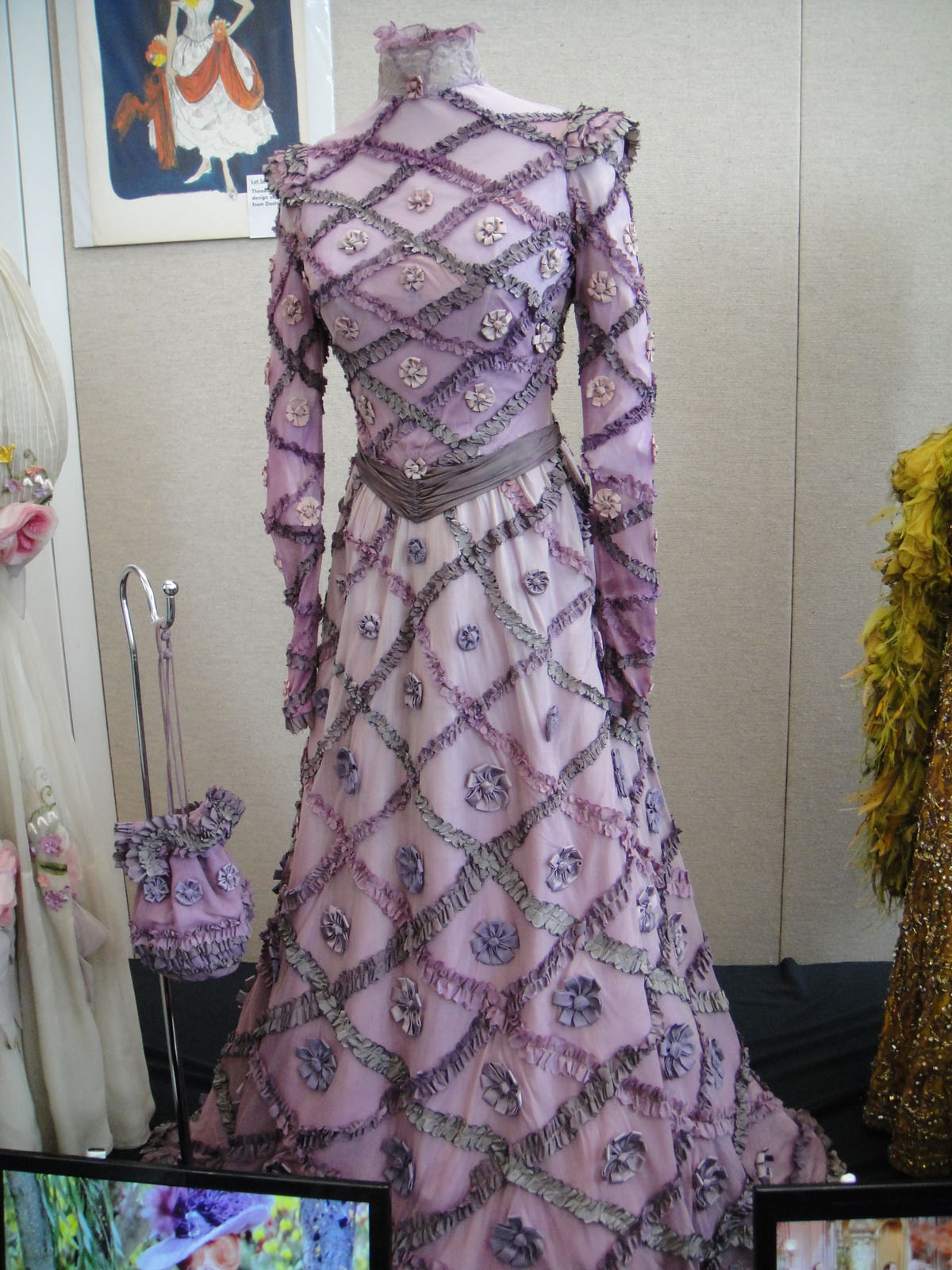
Barbra Streisands Kostüm aus dem Film Hello, Dolly! (1969)

- 1945: Broadway Melodie 1950 (Ziegfeld Follies)
- 1945: Yolanda und der Dieb (Yolanda and the Thief)
- 1945: Weekend im Waldorf (Week-End at the Waldorf)
- 1946: Der schwarze Spiegel (The Dark Mirror)
- 1946: Die besten Jahre unseres Lebens (The Best Years of Our Lives)
- 1946: Bis die Wolken vorüberzieh’n (Till the Clouds Roll By)
- 1947: Das Doppelleben des Herrn Mitty (The Secret Life of Walter Mitty)
- 1947: Jede Frau braucht einen Engel (The Bishop’s Wife)
- 1948: Jedes Mädchen müßte heiraten (Every Girl Should Be Married)
- 1951: Ein Amerikaner in Paris (An American in Paris)
- 1953: Madame macht Geschichte(n) (Call Me Madam)
- 1954: Brigadoon
- 1954: Ein neuer Stern am Himmel (A Star is Born)
- 1955: Schwere Jungs – leichte Mädchen (Guys and Dolls)
- 1956: Der König und ich (The King and I)
- 1957: Shangri-La
- 1959: Porgy und Bess (Porgy and Bess)
- 1960: Can-Can
- 1961: West Side Story
- 1961: Mandelaugen und Lotosblüten (Flower Drum Song)
- 1963: Cleopatra
- 1966: Wer hat Angst vor Virginia Woolf? (Who’s Afraid of Virginia Woolf?)
- 1967: Der Widerspenstigen Zähmung (The Taming of the Shrew)
- 1968: Funny Girl
- 1969: Hello, Dolly!
- 1977: Jenseits von Mitternacht (The Other Side of Midnight)
- 1981: Meine liebe Rabenmutter (Mommie Dearest)

## Auszeichnungen
Oscar – Bestes Kostümdesign
Gewonnen:
- 1952: Ein Amerikaner in Paris (An American in Paris)
- 1957: Der König und ich (The King and I)
- 1961: West Side Story
- 1964: Cleopatra
- 1967: Wer hat Angst vor Virginia Woolf? (Who’s Afraid of Virginia Woolf?)

Nominiert:
- 1954: Madame macht Geschichte(n) (Call Me Madam)
- 1955: Brigadoon
- 1955: Ein neuer Stern am Himmel (A Star is Born)
- 1956: Schwere Jungs – leichte Mädchen (Guys and Dolls)
- 1960: Porgy und Bess (Porgy and Bess)
- 1961: Can-Can
- 1962: Mandelaugen und Lotosblüten (Flower Drum Song)
- 1968: Der Widerspenstigen Zähmung (The Taming of the Shrew)
- 1970: Hello, Dolly!
- 1978: Jenseits von Mitternacht (The Other Side of Midnight)